# آهدوت ۲۱۴۰۰
سیارک ۲۱۴۰۰ (به انگلیسی: 21400 Ahdout، نامگذاری:1998FM57) بیست و یک هزار و چهارصدمین سیارک کشف شده‌است که در ۲۰ مارس ۱۹۹۸ کشف شد.
قدر مطلق سیارک برابر ۱۰.۷ است.